# Paul d’Ivoi

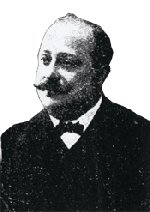
Paul d'Ivoi

Paul d’Ivoi (eigentlich Paul Charles Philippe Eric Deleutre; * 25. Oktober 1856 in Paris; † 6. September 1915 ebenda) war ein französischer Schriftsteller.

## Leben
Paul d’Ivoi ist ein Enkel des bekannten Journalisten Edouard Deleutre und Sohn von Charles Deleutre, der sich ebenfalls publizistisch betätigte. Beide benutzten bereits das Pseudonym „d’Ivoi“.
Nach einem Studium in Versailles und Paris betätigte er sich als Journalist beim Paris Journal und Figaro und schrieb Literaturkritiken für den Globe. Bereits früh von abenteuerlichen Geschichten beeindruckt, begann er selber solche zu schreiben. Seine ersten Romane waren nur mäßig erfolgreich und sind heute nahezu vergessen. 1894 gelang ihm mit dem Roman Les Cinq Sous de Lavarède, der im Le petit journal erschien, der Durchbruch. Der stilistisch an Jules Verne angelehnte Roman bildete den Auftakt zu einer auf 21 Bände anwachsenden Romanreihe, die unter dem Reihentitel Les Voyages Excentriques bekannt wurde.
Unter den französischen Nachfolgern Jules Vernes waren seine Bücher die kommerziell erfolgreichsten und konkurrierten ganz offen mit dessen Voyages extraordinaires. Im Gegensatz zu den Werken Vernes sind die Romane von Paul d’Ivoi abenteuerorientierter und enger miteinander verknüpft. Viele der Helden treten in mehreren Werken auf.
Die von ihm erschaffene Figur des Docteur Mystère erfreut sich auch in Italien als Comicserie großer Beliebtheit.
Auch außerhalb Frankreichs wurden seine Werke schnell bekannt. In Deutschland sind bis heute lediglich vier seiner Werke in leicht gekürzten Fassungen erschienen.

## Werke
Frühe Werke bis 1894
- Le capitaine Jean
- La femme au diadème rouge
- Olympia et Cie

Les Voyages Excentriques
- Les Cinq Sous de Lavarède, 1894 (mit Henri Chabrillat)
- Le Sergent Simplet, 1895
- Le Cousin de Lavarede, 1897
- Jean Fanfare, 1897 (später unter dem Titel La Diane de l'archipel wiederveröffentlicht, dt. Ausgabe: Die Diana von den Inseln, s. u.)
- Le Corsaire Triplex, 1898
- La Capitaine Nilia, 1898
- Docteur Mystère, 1900
- Cigale en Chine, 1901
- Massiliague de Marseille, 1902
- Les Semeurs de Glace, 1903
- Le Serment de Daalia, 1904
- Le Prince Virgule, 1905
- Le Maître du Drapeau Bleu, 1907
- Miss Mousqueterr, 1907
- Jud Allan, Roi des Lads, 1907
- Le Roi du Radium, 1909
- L'Aéroplane Fantôme, 1910
- Les Voleurs de Foudre, 1910
- L'Ambassadeur Extraordinaire, 1911
- Le Chevalier Illusion, 1913
- L'Évadé Malgré Lui, 1914

Theaterstücke
- Le mari de ma femme, 1887
- La pie au nid, 1887
- Le tigre de la rue Tronchet, 1888

deutsche Übersetzungen
Verlag Neues Leben, Berlin
- Die fünf Sou des Herrn Lavarède, 1984
- Die Diana von den Inseln, 1986
- Korsar Triplex, 1989
- Das Geheimnis der Glaskugeln, 1991